# 何香凝
何香凝（1878年6月27日—1972年9月1日），号双清楼主，籍贯廣東南海（今属广州市荔湾区东漖棉村），近代中国女画家、革命家、社会活动家与妇女运动先驱。
1878年，何香凝出生于英属香港，1897年，何香凝与廖仲恺成婚，二人均为孙中山领导的中国同盟会早期成员。何香凝提倡男女平等，并组织了中国第一次庆祝国际妇女节的活动。1925年，廖仲恺遇刺，这使得何香凝在接下来的20年中远离党派政治，但仍积极组织支援抗日战争。1948年，何香凝参与创办中国国民党革命委员会，并在中华人民共和国成立后担任众多高阶政府职务，成为副国级领导人。
何香凝是岭南画派著名画家，作品被中国邮政发行的特种邮票采用。何香凝美术馆收藏、陈列及研究何香凝的书画作品。2017年6月，廣東美術百年大展學術委員會公佈了特別評選出的廣東百年美術史上的21位廣東美術大家，其中包括何香凝、李鐵夫、羅工柳、高剑父、陳樹人、林風眠、高奇峰、趙少昂、關山月等。

## 生平

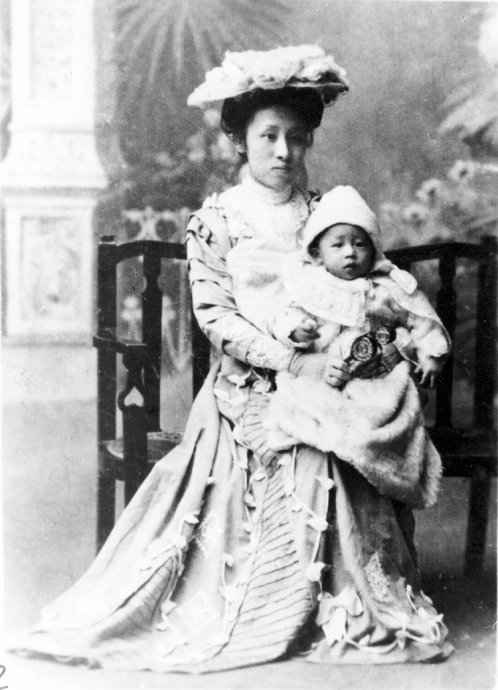
何香凝於1909年在东京，怀抱其子廖承志

### 早年生活
1878年6月27日，何香凝出生于香港一个商人家庭。她的父亲何炳桓為广东南海（今广州市荔湾区东漖棉村）人，在香港经营茶叶贸易和房地产相关的生意。她成功说服了她的父亲允许她和她的兄弟们一同接受教育，学习相当勤奋。
何香凝自幼便表现出坚定的女权主义思想，她的父亲按中国传统风俗要求她缠足，对此她进行了激烈的反抗。由于她未缠足，她被安排嫁给了出生于美国、不喜缠足的廖仲恺。两人于1897年10月成婚，虽然是父母之命，但两人志趣相投，婚后生活相当和谐，其居住的小屋被两人命名为“双清楼”，何香凝自号“双清楼主”亦由此而来。1902年，何香凝拿出积蓄、变卖珠宝，计得三千龙银，送廖仲恺赴日本留学。她本人稍后也前往日本，就读于东京女子师范学校的预科。

### 革命活动

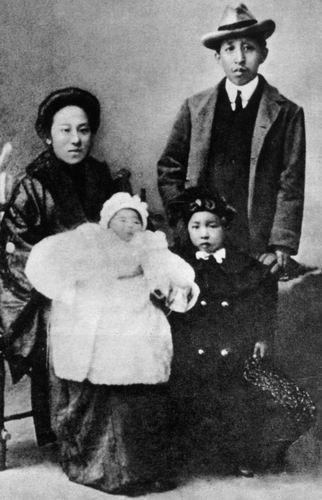
廖仲恺、何香凝夫妇和他们的两个孩子

1904年，何香凝回到香港，诞下了女儿廖梦醒，将女儿留给家人照顾，又返回了东京。在东京期间，何香凝和廖仲恺结识了中国革命家孙中山，并加入了孙中山领导的中国同盟会。为了给革命做准备，黄兴教何香凝和廖仲恺使用手枪。何香凝还受命租了一处房屋，作为同盟会的秘密活动联络点。
何香凝于1908年又诞下儿子廖承志。同年，何香凝进入私立女子美术学校，师从帝室画师田中赖璋。这一期间，何香凝为同盟会的宣传工作付出了大量努力，包括设计和绣制革命旗帜、徽章等。
辛亥革命爆发后，何香凝和廖仲恺回到香港。夫妇二人追随孙中山，参与了反抗袁世凯复辟的二次革命。二次革命失败后，夫妇二人不得不流亡日本。
1916年，何香凝和廖仲恺前往上海，发展革命事业。1921年，孙中山在广东就任非常大总统后，廖仲恺被任命为财政部次长。何香凝和宋庆龄组织了妇女运动，为革命募集资金，提供医药、服装。何香凝还出售了大量画作。1922年，陈炯明叛变，廖仲恺被捕，在何香凝的营救下获释。
1923年8月，何香凝就任国民党中央执行委员、妇女部长。她提出“于法律上、经济上、教育上、社会上，确认男女平等之原则，助进女权发展”，于1924年3月8日组织了中国第一次庆祝国际妇女节的活动，推动开办了贫妇生产保健医院、女工劳工学校、女子美术研究所等机构。

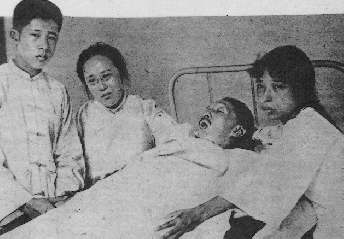
1925年，何香凝和孩子们在廖仲恺遗体旁边

孙中山1925年3月逝世后，国民党左翼和右翼之间的斗争逐渐白热化。作为左翼的代表人物，廖仲恺于8月遇刺身亡。当时何香凝正在身边，衣服上沾满了鲜血。蒋介石最终在斗争中取得胜利，就任国民革命军总司令，开始北伐。为了支持北伐，何香凝成立了国民党红十字会，组织劳动阶级妇女前往武汉。然而，这批妇女中的很多人在1927年的大肅清中被殺或受迫害。这一挫折使得何香凝在接下来的20余年中远离党派政治。何香凝自此移居香港和新加坡，在欧洲各地举办画展，行程遍及伦敦、巴黎、比利时、德国、瑞士等地。
1931年，九一八事变发生后，何香凝返回上海，并主办救济国难书画展览。在上海，何香凝同沈钧儒等人共同成立全国各界救国联合会，任理事、执行委员，中国妇女抗敌后援会主席。1937年上海沦陷后，何香凝前往香港，向海外华侨宣传抗战，为八路军、新四军募捐筹款。1941年香港沦陷，何香凝前往桂林，直至抗日战争结束。

### 中华人民共和国时期

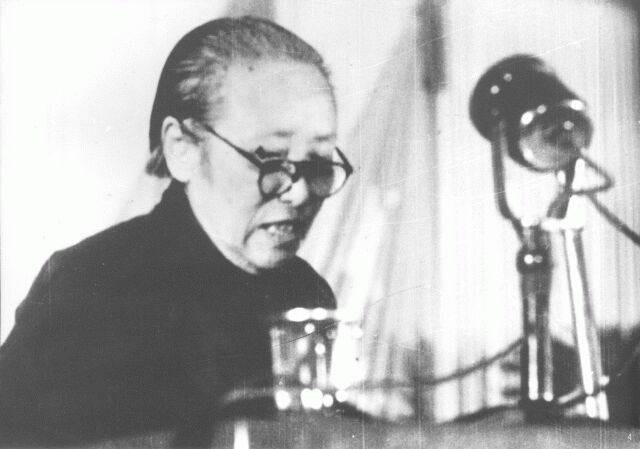
何香凝在新政协筹备会上演讲

1948年，第二次国共内战期间，何香凝、李济深和其他反对蒋介石领导的国民党成员共同成立了中国国民党革命委员会（民革）。共产党在内战中获胜并于1949年成立中华人民共和国后，何香凝移居北京，在政府中先后担任中央人民政府委员会委员、中央人民政府华侨事务委员会主任、中华人民共和国华侨事务委员会主任、全国妇联名誉主席、第二和第三届全国政协副主席、第二和第三届全国人大常委会副委员长、中国国民党革命委员会主席等职。

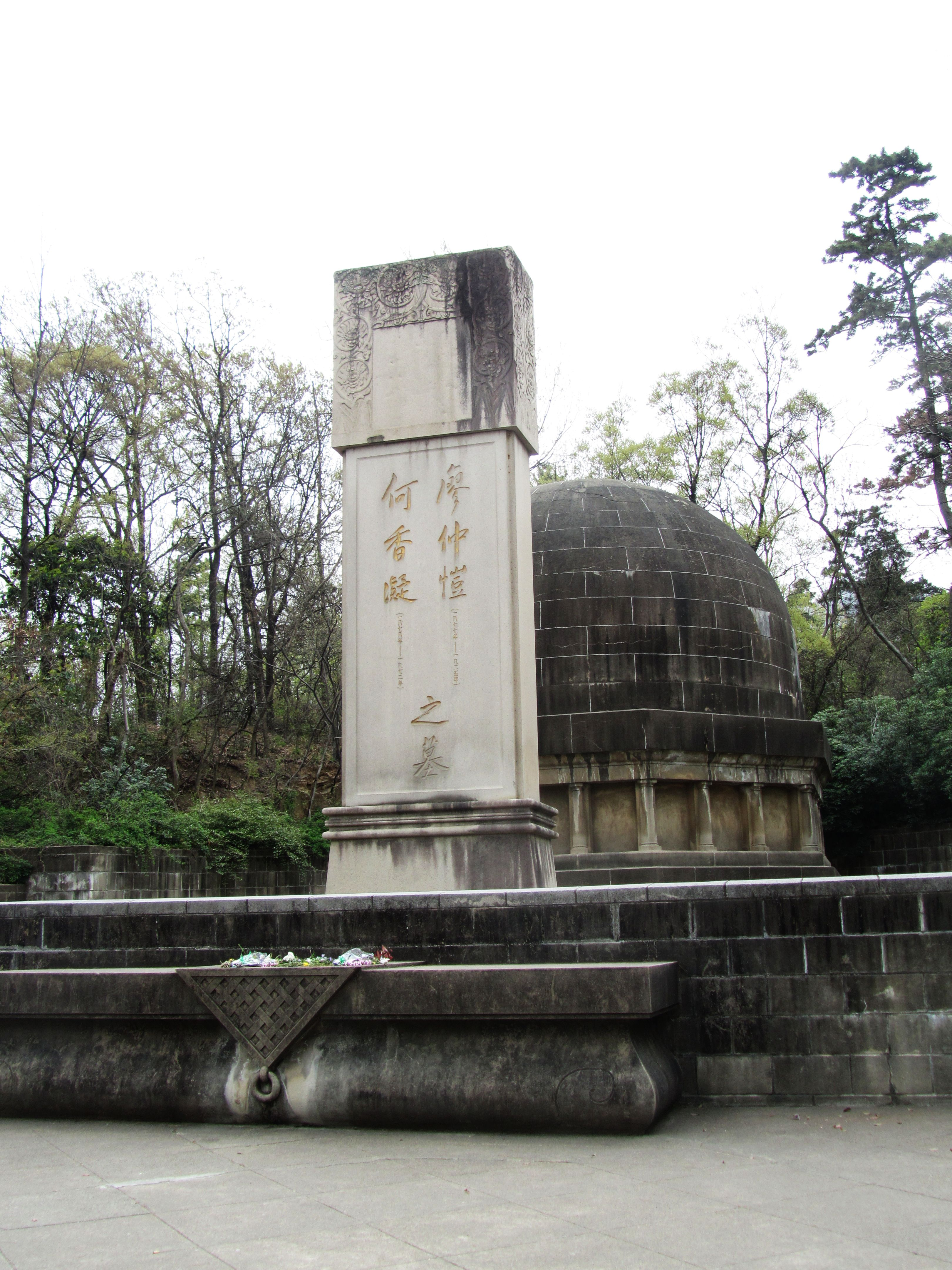
南京廖仲恺和何香凝墓

何香凝直至80岁高龄仍在工作。1972年9月1日，何香凝病逝，终年94岁。按照何香凝“生同寝，死同穴”的遗愿，她和廖仲恺合葬于南京中山陵的附葬墓中。

## 艺术成就
何香凝是岭南画派著名画家，尤擅梅花、松树、狮虎，生前曾任中国美术家协会主席。曾出版画集有《何香凝画集》、《何香凝诗画辑》、《双清诗画集》等。1997年4月18日，何香凝美术馆开馆，中共中央总书记江泽民为其题词。1998年6月，中国邮政发行了1998-15T特种邮票，采用了何香凝的作品。

## 家庭
何香凝和廖仲恺育有一子一女。女儿廖梦醒是一位著名翻译家，熟悉日语、英语和法语。儿子廖承志长期从事统战工作，曾当选中国共产党中央政治局委员，被提名为国家副主席，1983年因突发疾病逝世。廖承志之子廖晖历任国务院侨务办公室主任、国务院港澳事务办公室主任，后又当选全国政协副主席。

## 纪念与命名
- 何香凝美术馆（官方网站）
- 廖仲恺何香凝纪念馆（官方网站）[永久]
- 仲恺农业工程学院（仲恺农业工程学院校园网Archive.today的存檔，存档日期2012-11-27）

2017年6月，廣東美術百年大展學術委員會公佈了特別評選出的廣東百年美術史上的21位廣東美術大家，其中包括何香凝、李鐵夫、高剑父、陳樹人、林風眠、高奇峰、趙少昂、關山月、羅工柳等。